# Liste der Baudenkmäler in Buchloe

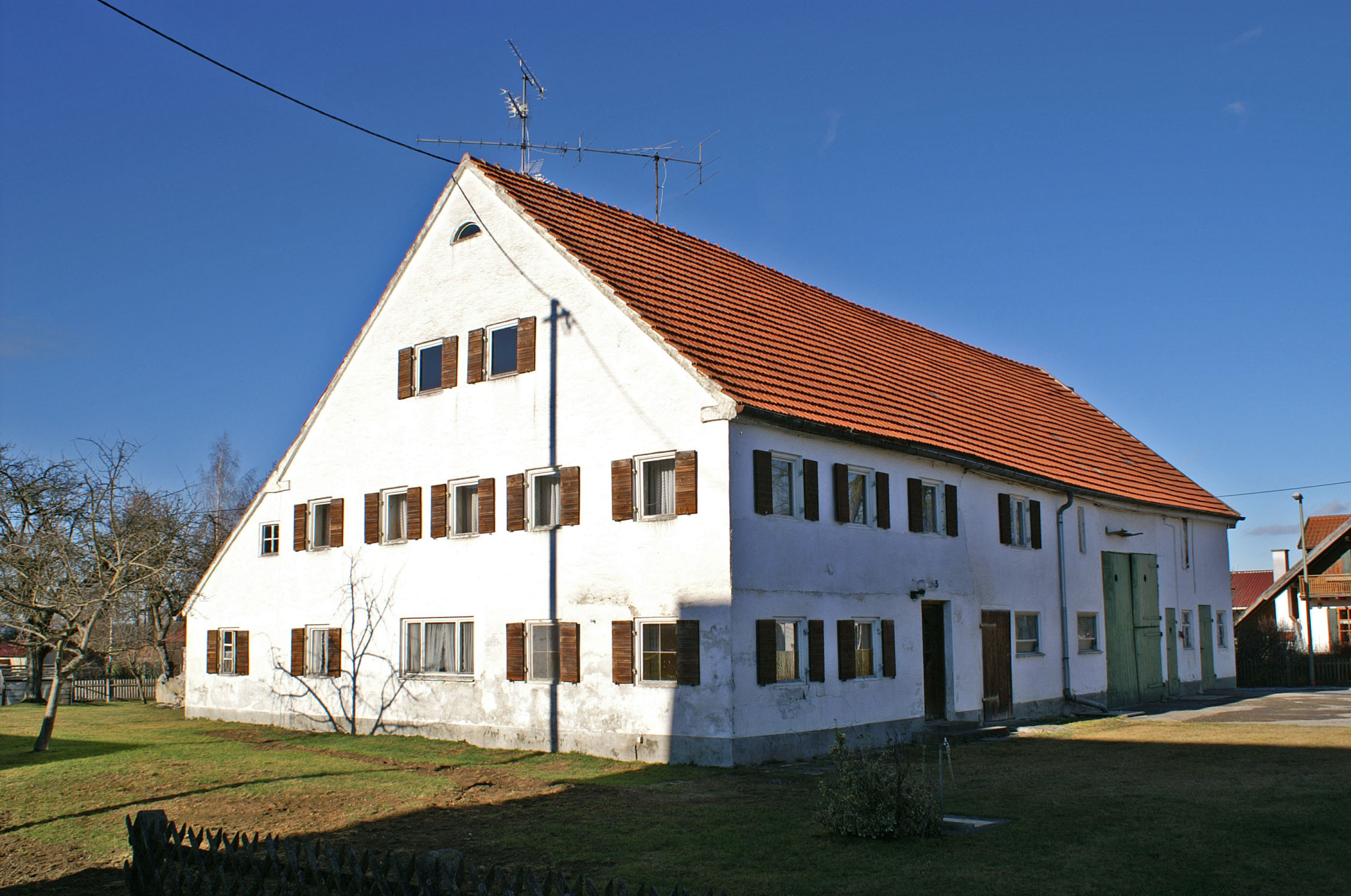
Bauernhaus im Stadtteil Hausen

Auf dieser Seite sind die Baudenkmäler in der schwäbischen Stadt Buchloe zusammengestellt. Diese Tabelle ist eine Teilliste der Liste der Baudenkmäler in Bayern. Grundlage ist die Bayerische Denkmalliste, die auf Basis des Bayerischen Denkmalschutzgesetzes vom 1. Oktober 1973 erstmals erstellt wurde und seither durch das Bayerische Landesamt für Denkmalpflege geführt wird. Die folgenden Angaben ersetzen nicht die rechtsverbindliche Auskunft der Denkmalschutzbehörde.

## Baudenkmäler nach Ortsteilen

### Buchloe
| Lage                                                                           | Objekt                                 | Beschreibung | Akten-Nr.              | Bild                    |
| ------------------------------------------------------------------------------ | -------------------------------------- | --- | ---------------------- | ----------------------- |
| Augsburger Straße (nördlich der ehemaligen Pfarrkirche St. Stephan) (Standort) | zwei Steinkreuze                       | Tuffstein, spätmittelalterlich | D-7-77-121-16 Wikidata | zwei Steinkreuze        |
| Augsburger Straße 7 (Standort)                                                 | Amtshaus                               | Ehemaliges Amtshaus, später Amtsgericht, stattlicher Walmdachbau mit Eingangsrisaliten, 1728/29 von Johann Georg Fischer erbaut. | D-7-77-121-3 Wikidata  | Amtshaus                |
| Augsburger Straße 13 (Standort)                                                | Wohnhaus                               | Wohnhaus mit Satteldach, nach Westen abgewalmt, im Kern 17./18. Jahrhundert, erneuert. | D-7-77-121-6 Wikidata  | Wohnhaus                |
| Augsburger Straße 15 (Standort)                                                | Wohnhaus                               | Wohnhaus mit Mansard-Satteldach, im Kern 2. Hälfte 18. Jahrhundert, erneuert. | D-7-77-121-7 Wikidata  | Wohnhaus                |
| Augsburger Straße 30 (Standort)                                                | Kriegerkapelle                         | Ehemalige Pfarrkirche St. Stephan, jetzt Kriegerkapelle, Tuffsteinbau des 12. Jahrhunderts, Umbauten 14. bis 19. Jahrhundert; mit Ausstattung. | D-7-77-121-8 Wikidata  | weitere Bilder          |
| Kapellenstraße 8 (Standort)                                                    | Wegkapelle St. Antonius                | Wegkapelle St. Antonius von Padua, im Kern wohl 18. Jahrhundert, verändert 2. Hälfte 19. Jahrhundert; mit Ausstattung. | D-7-77-121-9 Wikidata  | Wegkapelle St. Antonius |
| Kaufbeurer Straße 14 (Standort)                                                | Schloss Rio                            | Sogenanntes Schloss Rio, kastellartige Villa, Zeltdachbau mit Türmen und Zinnenkranz, 1901–1903 von J. A. Weitmann (Fürstenfeldbruck). | D-7-77-121-33 Wikidata | weitere Bilder          |
| Landsberger Straße 1 (Standort)                                                | Stadtpfarrkirche zur Göttlichen Mutter | Katholische Stadtpfarrkirche zur Göttlichen Mutter (auch: St. Mariä Himmelfahrt), dreischiffiger Backsteinrohbau, Chor und Mittelschiff um 1400, Turm 2. Hälfte 15. Jahrhundert, Seitenschiffe 1517, 1729/30, von Johann Georg Fischer barockisiert, Chorumgang 1937 von Thomas Wechs; mit Ausstattung. | D-7-77-121-10 Wikidata | weitere Bilder          |
| Postberg 1 (Standort)                                                          | Gasthof zur Post                       | Gasthaus, Satteldachhaus des 18. Jahrhunderts, Nische mit Hausfigur hl. Florian; zugehörig: ehemals Bräustadel, Mansarddachbau, 18. Jahrhundert, die hofseitige Mansarde nachträglich aufgemauert; ehemaliger Stall, Sichtbackstein, 1892.                                                              | D-7-77-121-12 Wikidata | Gasthof zur Post        |
| Postberg 2 (Standort)                                                          | Amtshaus                               | Ehemaliges Amtshaus, Walmdachbau mit Putzgliederung, gegen 1800. | D-7-77-121-13 Wikidata | Amtshaus                |

### Hausen
| Lage                                   | Objekt                   | Beschreibung | Akten-Nr.              | Bild                  |
| -------------------------------------- | ------------------------ | --- | ---------------------- | --------------------- |
| Dorfstraße (bei Nr. 1) (Standort)      | Bildstock                | 2. Hälfte 19. Jahrhundert; mit Ausstattung | D-7-77-121-20 Wikidata | Bildstock             |
| Magdalenastraße (bei Nr. 1) (Standort) | Kapelle St. Magdalena    | 2. Hälfte 18. Jahrhundert | D-7-77-121-19 Wikidata | Kapelle St. Magdalena |
| St.-Andreas-Straße 8 (Standort)        | Filialkirche St. Andreas | Katholische Filialkirche St. Andreas, spätgotisch 15. Jahrhundert, Barockisierung und Anbau von Sakristei und Vorzeichen Ende 17. Jahrhundert; mit Ausstattung | D-7-77-121-18 Wikidata | weitere Bilder        |

### Honsolgen
| Lage                            | Objekt                            | Beschreibung | Akten-Nr.              | Bild           |
| ------------------------------- | --------------------------------- | --- | ---------------------- | -------------- |
| Koppenhofer Straße 5 (Standort) | Pfarrhaus                         | Walmdachbau mit übergiebeltem Mittelrisalit, Neurenaissance, bezeichnet 1900.                                                        | D-7-77-121-36 Wikidata | Pfarrhaus      |
| St.-Alban-Straße 1 (Standort)   | Bauernhaus                        | stattlicher Mitterstallbau mit Gesimsgliederung am Giebel, Mitte 19. Jahrhundert                                                     | D-7-77-121-22 Wikidata | Bauernhaus     |
| St.-Alban-Straße 3 (Standort)   | Bauernhaus                        | stattlicher Mitterstallbau mit Gesimsgliederung am Giebel, Mitte 19. Jahrhundert                                                     | D-7-77-121-23          | Bauernhaus     |
| St.-Alban-Straße 5 (Standort)   | Bauernhaus                        | stattlicher Mitterstallbau mit Gesimsgliederung am Giebel, bezeichnet 1869.                                                          | D-7-77-121-24 Wikidata | Bauernhaus     |
| St.-Alban-Straße 6 (Standort)   | Bauernhaus                        | Mittertennbau, 18./19. Jahrhundert                                                                                                   | D-7-77-121-34 Wikidata | Bauernhaus     |
| St.-Alban-Straße 8 (Standort)   | Katholische Pfarrkirche St. Alban | spätgotische Anlage, im Kern 15. Jahrhundert, Turm 1716 erbaut, im 19. Jahrhundert Erweiterungen und Veränderungen; mit Ausstattung. | D-7-77-121-25 Wikidata | weitere Bilder |

### Koppenhof
| Lage       | Objekt  | Beschreibung                                                                        | Akten-Nr.              | Bild    |
| ---------- | ------- | ----------------------------------------------------------------------------------- | ---------------------- | ------- |
| (Standort) | Kapelle | kleiner Bau der 2. Hälfte des 18. Jahrhunderts, über älterem Kern; mit Ausstattung. | D-7-77-121-27 Wikidata | Kapelle |

### Lindenberg
| Lage                           | Objekt                          | Beschreibung | Akten-Nr.              | Bild                            |
| ------------------------------ | ------------------------------- | --- | ---------------------- | ------------------------------- |
| Hauptstraße 1 (Standort)       | Pfarrkirche St. Georg           | Katholische Pfarrkirche St. Georg, spätgotischer Bau, Turmaufbau 1685 von Kaspar Feichtmayr, gleichzeitig Sakristei und Vorzeichen, Inneres 1745 verändert; Friedhofsmauer, vollständig erhalten, 17./18. Jahrhundert; mit Ausstattung. | D-7-77-121-28 Wikidata | weitere Bilder                  |
| Kastanienweg (Standort)        | Wegkapelle                      | 18. Jahrhundert; mit Ausstattung | D-7-77-121-31 Wikidata | Wegkapelle                      |
| Kemptener Straße 14 (Standort) | Ehemaliges Armenhaus            | erdgeschossiges Kleinhaus, 1. Hälfte 19. Jahrhundert, mit höherem nachträglichem Anbau, saniert 2008/09 | D-7-77-121-35 Wikidata | Ehemaliges Armenhaus            |
| Kemptener Straße 21 (Standort) | Mitterstallbau                  | mit zwei Toren, 1844 errichtet, um 1900 nach Westen erweitert, saniert ab 2007 | D-7-77-121-30 Wikidata | Mitterstallbau                  |
| Krämerweg 3 (Standort)         | Wohnteil eines Mittertennhauses | zweigeschossiger Putzbau mit Satteldach, im Kern 2. Hälfte 18. Jahrhundert, Erneuerung des Dachs wohl Mitte 19. Jahrhundert | D-7-77-121-44          | Wohnteil eines Mittertennhauses |

### Sinkelmühle
| Lage                | Objekt              | Beschreibung  | Akten-Nr.              | Bild                |
| ------------------- | ------------------- | ------------- | ---------------------- | ------------------- |
| beim Hof (Standort) | Katholische Kapelle | Bau von 1853; | D-7-77-121-32 Wikidata | Katholische Kapelle |

## Ehemalige Baudenkmäler
In diesem Abschnitt sind Objekte aufgeführt, die früher einmal in der Denkmalliste eingetragen waren, jetzt aber nicht mehr. Objekte, die in anderem Zusammenhang also z. B. als Teil eines Baudenkmals weiter eingetragen sind, sollen hier nicht aufgeführt werden. Aktennummern in diesem Abschnitt sind ehemalige, jetzt nicht mehr gültige Aktennummern.

| Lage                                      | Objekt         | Beschreibung | Akten-Nr.              | Bild           |
| ----------------------------------------- | -------------- | --- | ---------------------- | -------------- |
| Buchloe Augsburger Straße 11 (Standort)   |                | Walmdachhaus, gegen 1800, erneuert. | D-7-77-121-4 Wikidata  |                |
| Buchloe Augsburger Straße 12 (Standort)   |                | Ausleger, Spätrokoko. | D-7-77-121-5 Wikidata  |                |
| Buchloe Peter-Dörfler-Straße 7 (Standort) | Krankenhaus    | Historische Ausstattungsstücke, im Krankenhaus | D-7-77-121-11 Wikidata | BW             |
| Buchloe Rathausplatz 12 (Standort)        | Gasthaus Krone | Ehemaliges Gasthaus Krone, zweigeschossiger Satteldachbau mit Zwerchhaus, im Kern zweite Hälfte 18. Jahrhundert, Ende des 19. Jahrhunderts verändert; schmiedeeiserner Ausleger, klassizistisch, um 1800. | D-7-77-121-15 Wikidata | Gasthaus Krone |

## Abgegangene Baudenkmäler
In diesem Abschnitt sind Objekte aufgeführt, die früher einmal in der Denkmalliste eingetragen waren, jetzt aber nicht mehr existieren, z. B. weil sie abgebrochen wurden. Aktennummern in diesem Abschnitt sind ehemalige, jetzt nicht mehr gültige Aktennummern.

| Lage                                         | Objekt     | Beschreibung | Akten-Nr.              | Bild       |
| -------------------------------------------- | ---------- | --- | ---------------------- | ---------- |
| Buchloe Alexander-Moksel-Straße 3 (Standort) | Bauernhaus | Bauernhaus, Wohnteil mit Bundwerk-Kniestock, Anfang 19. Jahrhundert – um 2019 abgebrochen                                | D-7-77-121-1 Wikidata  | Bauernhaus |
| Hausen St.-Andreas-Straße 9 (Standort)       | Bauernhaus | Bauernhaus, Mittelstallbau mit Bundwerkkniestock auf der Südseite, Anfang 19. Jahrhundert, erneuert ca. 2014 abgebrochen | D-7-77-121-17 Wikidata | BW         |
| Lindenberg Hauptstraße 7 (Standort)          | Ausleger   | neugotisch, um 1860. | D-7-77-121-29 Wikidata | Ausleger   |